# PU-Šarruma
PU-Šarruma (PU-Sarruma) bio je hetitski kralj o kojem se malo zna.

## Životopis
Njegov se otac zvao Tudhalija, te se smatra da je možda vladao kao kralj.
Imao je sina koji se zvao Papaḫdilmaḫ te kćer Tawannannu koja se udala za čovjeka zvanog Labarna (on je postao kralj). I Papaḫdilmaḫ je bio kralj.
PU-Šarruma je vrlo tajanstvena figura. Navodno su se njegovi sinovi okrenuli protiv njega, pa je proglasio zeta nasljednikom. Kako god bilo, naslijedio ga je biološki sin, Papaḫdilmaḫ, koji se borio sa šogorom Labarnom.